# Albert Henry Bosch
Albert Henry Bosch (ur. 30 października 1908 w Nowym Jorku, zm. 21 listopada 2005 w Amityville, Nowy Jork) – amerykański polityk, członek Izby Reprezentantów z ramienia Partii Republikańskiej.

## Życiorys
Po ukończeniu studiów prawniczych pracował w zawodzie adwokata w Nowym Jorku; odbył praktykę przy wydziale skarbu Sądu Najwyższego. Jako działacz Partii Republikańskiej został w 1952 wybrany do Izby Reprezentantów i zasiadał w Kongresie przez cztery kadencje. Zrezygnował z mandatu w grudniu 1960 i objął stanowisko sędziego w Sądzie Okręgowym Queens. W 1962 przeszedł na stanowisko sędziego Sądu Najwyższego stanu Nowy Jork. Przeszedł na emeryturę wraz z końcem 1974.